# Marcos I de Bizâncio
Marcos I foi bispo de Bizâncio por treze anos, entre 198 e 211 d.C. e seu episcopado foi marcado pela perseguição aos cristãos do imperador romano Sétimo Severo. Pela severidade da perseguição, há dúvidas se ele manteve o controle da sé por todo o período ou se ele delegou-o a algum discípulo.